# بول هورنونغ
بول هورنونغ (23 ديسمبر 1935 - 13 نوفمبر 2020)، هو لاعب كرة قدم أمريكية أمريكي، ولد في لويفيل في الولايات المتحدة.

## وصلات خارجية
- بول هورنونغ على موقع كلية كرة السلة في سبورتس رفرنس.كوم (الإنجليزية)
- بول هورنونغ على موقع مرجع كرة القدم المحترفة.كوم (الإنجليزية)
- بول هورنونغ على موقع إن إن دي بي (الإنجليزية)